# (606) Brangäne
(606) Brangäne – planetoida z pasa głównego asteroid okrążająca Słońce w ciągu 4 lat i 60 dni w średniej odległości 2,59 j.a. Została odkryta 18 września 1906 roku w Landessternwarte Heidelberg-Königstuhl w Heidelbergu przez Augusta Kopffa. Nazwa planetoidy pochodzi od bohaterki opery Tristan i Izolda Richarda Wagnera. Przed jej nadaniem planetoida nosiła oznaczenie tymczasowe (606) 1906 VB.